# ميمان تشانغ
ميمان تشانغ (1899 - 17 أبريل 1963) (بالصينية: 张弥曼) هي أحيائية صينية من معهد الحفريات الفقارية والباليوأنثروبولوجي (Institute of Vertebrate Paleontology and Paleoanthropology). أكملت دراستها الجامعية في جامعة موسكو الحكومية، وأكملت أطروحتها للدكتوراه في جامعة ستكهولم. كانت أول امرأة تصبح رئيسا لمعهد الحفريات الفقارية والباليوأنثروبولوجي عام 1983. وفي عام 2011 حصلت على شهادة فخرية من جامعة شيكاغو بفضل إنجازاتها المهنية المتعددة.

## روابط خارجية
- IVPP’s Professor to Receive Honorary Degree from Chicago University
- CAS Members